# Mnais esakii
Mnais esakii är en trollsländeart som beskrevs av Syoziro Asahina 1976. Mnais esakii ingår i släktet Mnais och familjen jungfrusländor. Inga underarter finns listade i Catalogue of Life.